# Eddie Donovan
Edward J. Donovan, detto Eddie (Elizabeth, 2 giugno 1922 – Bernardsville, 20 gennaio 2001), è stato un allenatore di pallacanestro e dirigente sportivo statunitense, professionista nella NBA.

## Carriera

### La NCAA a St. Bonaventure
Donovan iniziò a farsi un nome negli anni cinquanta, allenando la Saint Bonaventure University. Lo stile di gioco delle sue squadre era improntato sul pressing e sulla velocità. Durante le otto stagioni sotto la sua guida, l'ateneo raggiunse una volta il torneo NCAA e disputò tre volte l'NIT.

### Quattro brutte stagioni a New York
Nel 1961 il grande salto: Donovan sostituì Carl Braun come coach dei New York Knicks.
La squadra visse tre pessime stagioni e il 3 gennaio 1965, a metà di un'altra annata da dimenticare, venne sostituito da Harry Gallatin. A rendere più amaro il tutto, il 2 marzo del 1962, Wilt Chamberlain segnò 100 punti in faccia ai malcapitati Knicks.

### Architetto della squadra dei due titoli
La rivincita arrivò dietro la scrivania. Passato a ricoprire l'incarico di general manager, scelse nei successivi draft Bill Bradley, Dick Van Arsdale, Cazzie Russell e Walt Frazier e fece arrivare da Detroit Dave DeBusschere. La conclusione naturale di queste mosse azzeccate fu il titolo NBA del 1970.

### Buffalo
Donovan non rimase a raccogliere i frutti del suo lavoro (che avrebbe portato ad un secondo titolo nel 1973), ma decise di trasferirsi a Buffalo.
Il fiuto per i grandi giocatori non lo aveva abbandonato e di lì a poco portò ai Braves Bob McAdoo, Ernie DiGregorio e Randy Smith, meritando il premio di Executive of the Year nel 1974.

### Il ritorno a New York
Nel 1975 tentò il grande ritorno ai Knicks. La squadra era però in declino e, ad esclusione di una buona stagione nel 1980-81, i risultati furono deludenti. Nel 1982 venne sostituito da DeBusschere, passando al ruolo di vice presidente.
Nel 1986 tornò alla St. Bonaventure University per l'ultima parte della sua carriera da dirigente, conclusa nel 1994.
Morì nel 2001, a 78 anni, per le conseguenze di un attacco cardiaco.

## Palmarès

### General Manager
- Campionato NBA: 1

New York Knicks: 1970

### Dirigente
- NBA Executive of the Year (1974)